# Ammannia
Ammannia (L., 1753) è un genere di piante appartenente alla famiglia delle Lythraceae, diffuso in aree a clima tropicale e subtropicale.

## Descrizione
Si tratta di piante a portamento erbaceo ed arbustivo eretto, con foglie spiralate, fiori ermafroditi attinomorfi, avente calice a 6 sepali carnoso e corolla di 5-8 petali dialipetali (liberi tra loro), di colore rosso. Dato originale di questo genere, e quindi dell'intera famiglia, è il possedere numerosi stami (circa 20), gineceo pluricarpellare con i carpelli disposti in 1 o più verticilli, e ovario infero. Il frutto è un balaustio.

## Tassonomia

### Specie
All'interno del genere Ammannia sono incluse le seguenti 106 specie:
- Ammannia aegyptiaca Willd.

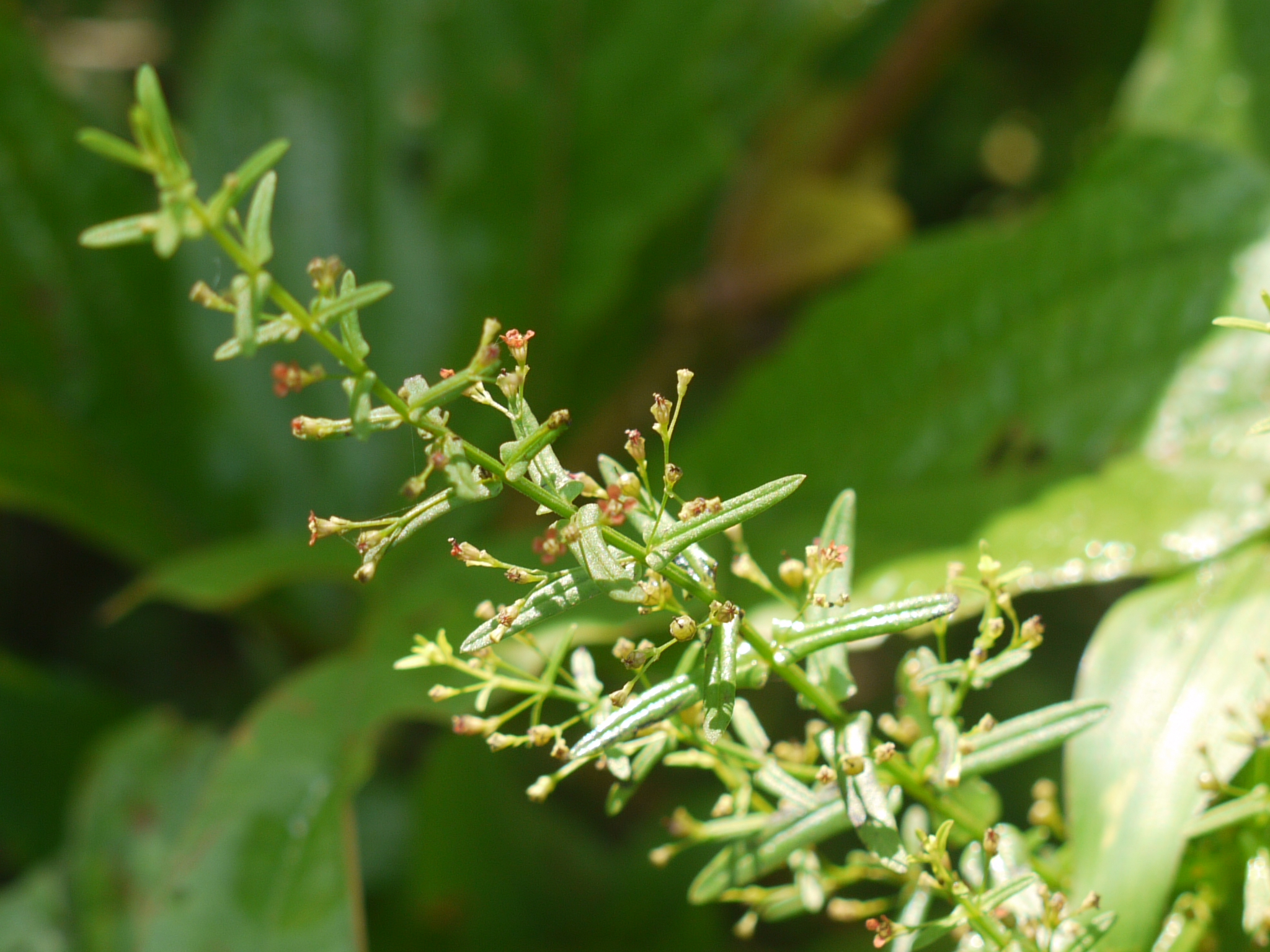
Ammannia multiflora

- Ammannia alata (Immelman) S.A.Graham & Gandhi
- Ammannia alternifolia H.Perrier
- Ammannia anagalloides Sond.
- Ammannia andongensis (Welw. ex Hiern) S.A.Graham & Gandhi
- Ammannia angolensis (A.Fern. & Diniz) S.A.Graham & Gandhi
- Ammannia angustifolia (A.Fern. & Diniz) S.A.Graham & Gandhi
- Ammannia arnhemica (F.Muell.) S.A.Graham & Gandhi
- Ammannia aspera Guill. & Perr.
- Ammannia auriculata Willd.
- Ammannia aurita (Koehne) S.A.Graham & Gandhi
- Ammannia baccifera L.
- Ammannia baumii (Koehne) S.A.Graham & Gandhi
- Ammannia bequaertii (De Wild.) S.A.Graham & Gandhi
- Ammannia brevistyla S.A.Graham & Gandhi
- Ammannia burttii (Verdc.) S.A.Graham & Gandhi
- Ammannia calcicola (H.Perrier) S.A.Graham & Gandhi
- Ammannia capitellata (C.Presl) S.A.Graham & Gandhi
- Ammannia cinerea (A.Fern. & Diniz) S.A.Graham & Gandhi
- Ammannia coccinea Rottb.
- Ammannia cordata Wight & Arn.
- Ammannia crassicaulis Guill. & Perr.
- Ammannia crinipes F.Muell.
- Ammannia cymosa (Immelman) S.A.Graham & Gandhi
- Ammannia debilis Aiton
- Ammannia desertorum Blatt. & Hallb.
- Ammannia dichotoma (Blume) S.G.Panigrahi
- Ammannia dinteri (Koehne) S.A.Graham & Gandhi
- Ammannia dodecandra DC.
- Ammannia drummondii (A.Fern.) S.A.Graham & Gandhi
- Ammannia elata A.Fern.
- Ammannia engleri (Koehne) S.A.Graham & Gandhi
- Ammannia erecta (Guill. & Perr.) S.A.Graham & Gandhi
- Ammannia fernandesiana S.A.Graham & Gandhi
- Ammannia fitzgeraldii R.L.Barrett
- Ammannia fruticosa (A.Fern. & Diniz) S.A.Graham & Gandhi
- Ammannia gazensis (A.Fern.) S.A.Graham & Gandhi
- Ammannia gracilis Guill. & Perr.
- Ammannia grayi S.A.Graham & Gandhi
- Ammannia heptamera (Hiern) S.A.Graham & Gandhi
- Ammannia herbacea W.J.de Wilde & Duyfjes
- Ammannia heterophylla (H.Perrier) S.A.Graham & Gandhi
- Ammannia icosandra (Kotschy & Peyr.) S.A.Graham & Gandhi
- Ammannia involucrata S.A.Graham & Gandhi
- Ammannia kilimandscharica (Koehne) S.A.Graham & Gandhi
- Ammannia latifolia L.
- Ammannia linearipetala A.Fern. & Diniz
- Ammannia linearis (Hiern) S.A.Graham & Gandhi
- Ammannia linifolia (Welw. ex Hiern) S.A.Graham & Gandhi
- Ammannia loandensis Welw. ex Hiern
- Ammannia luederitzii (Koehne) S.A.Graham & Gandhi
- Ammannia lythroides (Welw. ex Hiern) S.A.Graham & Gandhi
- Ammannia maxima (Koehne) S.A.Graham & Gandhi
- Ammannia minima (Immelman) S.A.Graham & Gandhi
- Ammannia moggii (A.Fern.) S.A.Graham & Gandhi
- Ammannia mossambicensis (A.Fern. & Diniz) S.A.Graham & Gandhi
- Ammannia mossiensis (A.Chev.) S.A.Graham & Gandhi
- Ammannia muelleri (Hewson) S.A.Graham & Gandhi
- Ammannia multiflora Roxb.
- Ammannia nagpurensis T.Mathew & M.P.Nayar
- Ammannia octandra L.f.
- Ammannia palmeri (S.A.Graham) S.A.Graham & Gandhi
- Ammannia parkeri (Verdc.) S.A.Graham & Gandhi
- Ammannia parvula S.A.Graham & Gandhi
- Ammannia passerinoides Welw. ex Hiern.
- Ammannia pauciramosa S.A.Graham & Gandhi
- Ammannia pedicellata (Hiern) S.A.Graham & Gandhi
- Ammannia pedroi (A.Fern. & Diniz) S.A.Graham & Gandhi
- Ammannia petrensis (M.G.Gilbert & Thulin) S.A.Graham & Gandhi
- Ammannia polycephala (Peter) S.A.Graham & Gandhi
- Ammannia praetermissa (Kasselm.) Kasselm.
- Ammannia prieuriana Guill. & Perr.
- Ammannia pringlei (Rose) S.A.Graham & Gandhi
- Ammannia prostrata Buch.-Ham. ex Dillwyn
- Ammannia pubescens (Koehne) S.A.Graham & Gandhi
- Ammannia purpurascens (A.Fern.) S.A.Graham & Gandhi
- Ammannia quadriciliata H.Perrier
- Ammannia radicans (Guill. & Perr.) S.A.Graham & Gandhi
- Ammannia ramosissima (A.Fern. & Diniz) S.A.Graham & Gandhi
- Ammannia rautanenii (Koehne) S.A.Graham & Gandhi
- Ammannia rigidula (Sond.) S.A.Graham & Gandhi
- Ammannia robertsii (F.Muell.) S.A.Graham & Gandhi
- Ammannia robinsoniana (A.Fern.) S.A.Graham & Gandhi
- Ammannia robusta Heer & Regel
- Ammannia sagittifolia (Sond.) S.A.Graham & Gandhi
- Ammannia saluta (Immelman) S.A.Graham & Gandhi
- Ammannia santoi (A.Fern. & Diniz) S.A.Graham & Gandhi
- Ammannia sarcophylla Welw. ex Hiern.
- Ammannia schaeferi Koehne ex Engl.
- Ammannia schinzii (Koehne) S.A.Graham & Gandhi
- Ammannia schlechteri (A.Fern.) S.A.Graham & Gandhi
- Ammannia senegalensis Lam.
- Ammannia spathulata (A.Fern.) S.A.Graham & Gandhi
- Ammannia striatiflora (Hewson) S.A.Graham & Gandhi
- Ammannia stuhlmannii (Koehne) S.A.Graham & Gandhi
- Ammannia teixeirae (A.Fern.) S.A.Graham & Gandhi
- Ammannia tolypobotrys (Koehne) S.A.Graham & Gandhi
- Ammannia triflora R.Br. ex Benth.
- Ammannia uniflora Meijden
- Ammannia urceolata Hiern
- Ammannia verticillata (Ard.) Lam.
- Ammannia volkensii (Koehne) S.A.Graham & Gandhi
- Ammannia wardii (Immelman) S.A.Graham & Gandhi
- Ammannia woodii (Koehne) S.A.Graham & Gandhi
- Ammannia wormskioldii Fisch. & C.A.Mey.
- Ammannia zambatidis (Immelman) S.A.Graham & Gandhi

### Specie di interesse agrario
- Ammannia auricolata
- Ammannia baccifera
- Ammannia coccinea
- Ammannia robusta
- Ammannia verticillata